# Шлюпская, Екатерина Юрьевна
Екатери́на Ю́рьевна Шлю́пская (род. 16 апреля 1990, Полоцк, Витебская область) — белорусская гребчиха, выступает за сборную Белоруссии по академической гребле с 2009 года. Двукратная чемпионка Европы, победительница и призёрша этапов Кубка мира, молодёжных и республиканских регат. На соревнованиях представляет Витебскую область, мастер спорта международного класса.

## Биография
Екатерина Шлюпская родилась 16 апреля 1990 года в городе Полоцке Витебской области Белорусской ССР. Активно заниматься академической греблей начала в возрасте пятнадцати лет, проходила подготовку в полоцкой специализированной детско-юношеской школе олимпийского резерва и в витебском областном центре олимпийского резерва по гребным видам спорта, тренировалась под руководством тренеров М. И. Каминского и О. М. Каминской.
Первого серьёзного успеха добилась в 2008 году, когда выиграла бронзовую медаль на молодёжном чемпионате мира в Австрии и попала в основной состав белорусской национальной сборной. Год спустя на этапе Кубка мира в испанском Баньолесе финишировала шестой в парных двойках, в той же дисциплине стала двенадцатой на чемпионате мира в польской Познани, кроме того, в парных четвёрках заняла четвёртое место на домашнем европейском первенстве в Бресте. Ещё через год стала девятой на этапе мирового кубка в Швейцарии, в двойках добыла серебро на молодёжном чемпионате мира.
В 2011 году Шлюпская поучаствовала в двух этапах Кубка мира и в обоих случаях закрыла десятку сильнейших программы женских парных двоек, затем на чемпионате Европы в болгарском Пловдиве выиграла серебряную медаль в распашных восьмёрках с рулевой. На чемпионате Европы 2012 года в итальянском Варесе вместе с напарницей Татьяной Кухтой завоевала золотую медаль в парных двойках и была четвёртой в распашных восьмёрках. Выиграла бронзу на молодёжном чемпионате мира в Литве, побывала на этапе Кубка мира в Люцерне, где стала пятой. Также в восьмёрках пыталась пройти отбор на летние Олимпийские игры в Лондон, однако в квалификационном заезде показала третье время.
На чемпионате Европы 2013 года в испанской Севилье Шлюпская финишировала в восьмёрках четвёртой, остановившись в шаге от пьедестала, при этом на чемпионате мира в корейском Чхунджу дошла только до утешительного финала «Б» и расположилась в итоговом протоколе на десятой строке. Будучи студенткой, побывала на летней Универсиаде в Казани, откуда привезла награду серебряного достоинства, выигранную в зачёте парных двоек. В следующем сезоне во второй раз получила титул чемпионки Европы, одержав победу на соревнованиях в сербском Белграде — при этом её партнёршами помимо Кухты были Екатерина Карстен и Юлия Бичик.
Имеет высшее образование, окончила Полоцкий государственный университет, где обучалась на спортивно-педагогическом факультете. За выдающиеся спортивные достижения удостоена почётного звания «Мастер спорта Республики Беларусь международного класса».